# Kommission Rey
Die EG-Kommission Rey (1967-1970) war die erste Kommission der Europäischen Gemeinschaften, die infolge des Fusionsvertrags von 1965 gebildet wurde. 
Dieser sah vor, die zuvor bestehenden Einzelkommissionen der Europäischen Gemeinschaft für Kohle und Stahl (EGKS), der Europäischen Wirtschaftsgemeinschaft (EWG) und der Europäischen Atomgemeinschaft (EURATOM) zur Europäischen Kommission zu vereinigen.
Kommissionspräsident wurde der Belgier Jean Rey. Unter Reys Ägide wurde am 1. Juli 1968 die europäische Zollunion verwirklicht. Die Kommission trug auch wesentlich zur Liberalisierung des Warenverkehrs mit Landwirtschaftsprodukten bei und erließ Gesetze zur Förderung der Personenfreizügigkeit innerhalb der EG. Für seine Arbeit bei der Kommission wurde Jean Rey am 15. Mai 1969 in Aachen der Karlspreis verliehen.
| Name                     | Ressort                                          | Staat       |
| ------------------------ | ------------------------------------------------ | ----------- |
| Jean Rey                 | Präsident                                        | Belgien     |
| Sicco Mansholt           | Landwirtschaft (Vizepräsident)                   | Niederlande |
| Lionello Levi Sandri     | Soziales (Vizepräsident)                         | Italien     |
| Fritz Hellwig            | Forschung, Atomenergie (Vizepräsident)           | Deutschland |
| Raymond Barre            | Wirtschaft und Finanzwesen (Vizepräsident)       | Frankreich  |
| Henri Rochereau          | Entwicklungsfonds                                | Frankreich  |
| Guido Colonna di Paliano | Industrie                                        | Italien     |
| Hans von der Groeben     | Binnenmarkt, Handel und Steuern, Regionalpolitik | Deutschland |
| Albert Coppé             | EU-Haushalt                                      | Belgien     |
| Emmanuel Sassen          | Wettbewerb                                       | Niederlande |
| Jean-François Deniau     | Außenhandel                                      | Frankreich  |
| Victor Bodson            | Verkehr                                          | Luxemburg   |
| Wilhelm Haferkamp        | Energie                                          | Deutschland |
| Edoardo Martino          | Außenpolitik                                     | Italien     |